# Second Line (Parade)

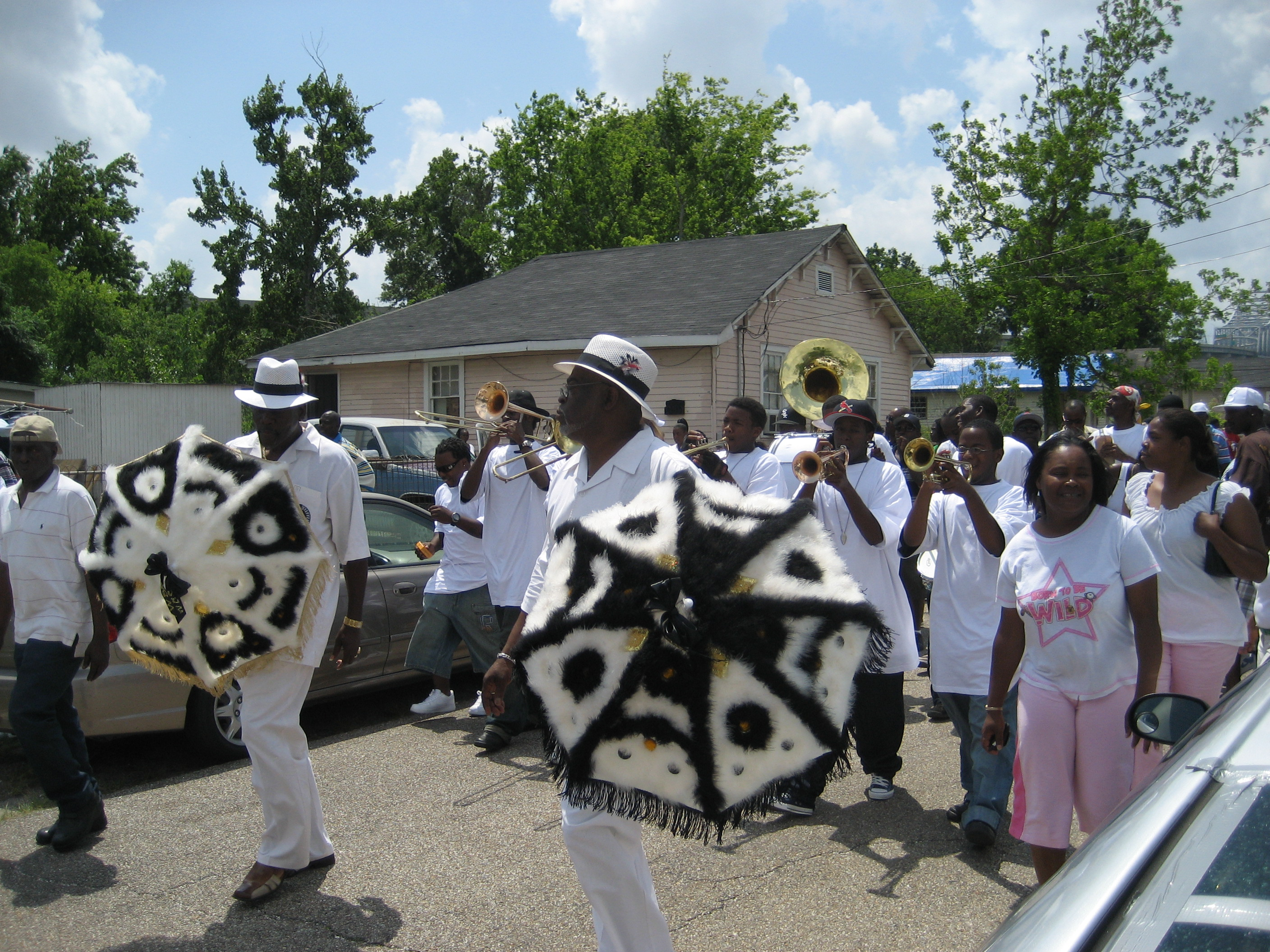
Eine Second-Line-Parade während Mardi Gras

Second Line ist eine traditionelle Blaskapellenparade in New Orleans, Louisiana. Als „Main Line“ wird der Hauptteil der Parade bezeichnet, in der die Musiker spielen. Diejenigen, die der Band folgen, gehören zur sogenannten „Second Line“. Innerhalb der Second Line wird in der Regel getanzt. Zudem werden Sonnenschirme gedreht (siehe Bild) und Taschentücher gewedelt. Dies alles wird als „second lining“ bezeichnet. Es gilt als eine der wesentlichen Kunstformen von New Orleans. Besonders während dem Mardi Gras und Jazz-Beerdigungen ziehen Second Lines durch die Straßen.
Die Second-Line-Tradition fand über die Stadtgrenzen von New Orleans hinaus Verbreitung, dennoch ist sie in der größten Stadt des Staats Louisiana am geläufigsten geblieben.